# Xeic!
Xeic! és un grup de ska que crea música reivindicofestiva i és originari de Rasquera (Ribera d'Ebre). Es va fundar el 2008 a Rasquera (Terres de l'Ebre) com successor del grup Kontrol Antidoping (2000-2007). El 2018 van participar en el disc Cançons de república amb la cançó «Som!», un senzill de 2017.

## Estil i orígens
Creen un so inspirat de les bandes i xarangues de la terra ebrenca amb temàtica rural moderna, barrejada ritmes tradicionals amb elements rock, ska, reggaeton, reggae i punk. La combinació de festa i rauxa, sempre amb la secció de metalls ben present és la marca del grup; tot i que amb el seu sisè disc, La nit és nostra (2017), hi entren temes més sentimentals i nostàlgiques amb més atenció per a la instrumentació.
El seu nom prové d'una expressió típica ebrenca que s'utilitza per a cridar l'atenció d'algú. Del mot sirga fan l'acròstic: sentiment, il·lusió, resistència, gresca, i amor. Hi veuen el símbol de: "l'esforç i la constància que es necessiten per a tirar endavant, fins i tot quan el corrent és contrari.[…] És, en resum, un homenatge a tots aquells homes i dones, artesans i pagesos, escriptors i artistes, sirgadors i músics, que ens fan avançar i obren camí arrossegant el llaüt de la nostra cultura."

## Discografia
- Xeic! (2008), el primer disc mostra la barreja rítmica i d'estils típic del grup: temes purament ska com «Barman», reggae a «Co Joan», ritmes llatins de «Lo crit del 38» o «Politics» o rock a «Sigues lliure». Compta amb la col·laboració de Josep Bordes (Pepet i Marieta), Marc Sendra i Pau Margalef, Vitruvi i Jordi Marti d'«Albert i la banda dels 13. El disc s'obre amb una adaptació musical del poema «Amics Treballadors» de Desideri Lombarte i Arrufat.[9] A la cançó «Penses» van col·laborar Bali Cejas, del grup de fusió flamenca A voces, Anna Cussell i Frederic Quesada (acordió diatònic) del grup Troba 3+2.

- Birla (2009), produït per Jesus Rovira de Lax'n'Busto. Quico el Célio, el Noi i el Mut de Ferreries i Xavi Sarrià d'Obrint Pas, Vitruvi i la Pegatina van col·laborar al disc.[10]

- Sirga (2010), és el tercer disc al qual interpreten poesia del sud de Catalunya i de la Franja de Ponent. S'inspiren de la vida al camí de sirga que va impregnar l'inconscient col·lectiu de la gent al llarg de l'Ebre. Hi adapten entre altres obres de poetes ebrencs com: Desideri Lombarte, «La meua pàtria menuda»,[9] Artur Bladé i Desumvila, Andreu Carranza o Imma Pena.

- Batecs (2013), que inclou la cançó «Tornarem», en favor de la llengua catalana. Al videoclip de la cançó hi van participar trenta personalitats de la societat civil catalana.[11] En només quatre dies, «Tornarem» va rebre més de 33.000 visites.[12]

- Som (2015),[13] publicat a través del segell musical Right Here Right Now, el senzill es va enregistrar als estudis La Casamurada amb Jesús Rovira al capdavant, posteriorment va estar mesclat als estudis donostiarres Higain de la mà de Haritz Harreguy i B.V. A. Triku i finalment masteritzat a Mastertips per Juan Hidalgo.[14]

- La nit és nostra (2017)[15][16]
- La partida ha començat (2018)[17]